# كابياء صفراء الأسنان برازيلية
كابياء صفراء الأسنان برازيلية (الاسم العلمي:Galea flavidens) هي نوع من الحيوانات يتبع جنس كابياء صفراء الأسنان من فصيلة الكابيائية.